# Stefano Lavagetto
Stefano Lavagetto (Parma, 29 marzo 1935 – Parma, 7 luglio 2005) è stato un politico italiano.
Di professione notaio, militante prima nel Partito Comunista Italiano e dopo il 1991 nel Partito Democratico della Sinistra, è stato per due volte sindaco di Parma: dall'8 agosto 1992 al 13 marzo 1994 e dal 29 giugno 1994 all'8 giugno 1998.

## Biografia
Nato a Parma il 29 marzo 1935 dove frequentò le scuole fino alle superiori, seguì la famiglia che si trasferì a Roma. Si sposò con Paola Ceschi e nel 1966 tornò con la moglie a Parma dove nacquero entrambi i figli: Francesca e Lorenzo.
Esercitò la professione notarile a Bedonia, Colorno e Parma. Fu presidente dell'Ordine dei notai a Parma dal 1982 al 1985.
Appassionato di modellismo ferroviario e di musica lirica e sinfonica, fu Presidente dell'Orchestra Sinfonica dell'Emilia Romagna Arturo Toscanini dal 1985 al 1992.
Dal 1985 fino alla morte, avvenuta il 7 luglio 2005, fu costretto alla emodialisi a causa di una grave nefropatia.

## Impegno politico
Lavagetto entrò per la prima volta nel Consiglio Comunale di Parma nel 1985 come indipendente nelle file del PCI. Rieletto nelle elezioni amministrative del 1990 ricoprì la carica di consigliere comunale parmigiano.
Nel 1994 la giunta comunale cadde ma Lavagetto venne rieletto sindaco alle elezioni amministrative, candidato dalla coalizione composta da Partito Democratico della Sinistra e Parma Futura, sconfiggendo al turno di ballottaggio Angelo Busani candidato da Alleanza Nazionale, Centro Cristiano Democratico, Forza Italia e Riformatori.
Nelle elezioni amministrative del 1998 venne invece sconfitto al ballottaggio da Elvio Ubaldi.